# 佐藤剛 (ラグビー選手)
佐藤 剛（さとう つよし、1977年7月16日- ）は、日本のラグビー選手。

## プロフィール
- 埼玉県草加市出身。
- ポジションはロック。
- 身長 197cm、体重 120kg
- 日本代表キャップは9。

## 経歴
東和大学附属昌平高等学校（現：昌平高等学校）を卒業後、東京ガスを経て、三洋電機に所属していたが、チームでの出番が減ったことや方向性の違いから2007年に退社。所属チームを持たないため日本協会所属として2007年9月に開かれるフランスW杯の日本代表の候補に名を連ねていた。2008-2009シーズンから2009-2010シーズンまでホンダヒートに所属していた。